# Wanted (film 2015)
Wanted è un film pornografico western del 2015 diretto da Stormy Daniels e prodotto da Wicked Pictures e Adam & Eve

## Trama
Frank Garrett (Jay Crew) è un ricco proprietario terriero innamorato di Joanna ( Anikka Albrite ), una prostituta. Garrett è malato e gli resta poco tempo da vivere, quindi consegna a Joanna una copia dell'atto di proprietà del suo ranch, insieme a una mappa per la parte migliore dello stesso. 
Garrett muore poco dopo e Joanna viene ingiustamente accusata di omicidio e di tentato furto dallo sceriffo Clayton ( Steven St. Croix ), che ordina di impiccarla, in quanto era lui stesso a volere l'atto che lei aveva ereditato.
Nel frattempo, Dani ( Stormy Daniels ) arriva a Diablo City per un grande torneo di poker, dove intende vincere abbastanza soldi per aiutare la sua amica Birdie (Amber Rayne) a salvare il ranch di famiglia.  Dani viene a sapere della situazione di Joanna dall'assistente di Garrett, Samuel ( Eric Masterson ), e dall'amica di Joanna, Lilah (Allie Haze), quando la partita di poker viene interrotta dal suo turbolento arresto.
Dani decide di salvare Joanna ingaggiando una sparatoria con lo sceriffo Clayton e la sua banda, per poi fuggire dalla città con lei.  Morgan (Brendon Miller), un cacciatore di taglie, arriva mentre lo sceriffo Clayton chiede a qualcuno di catturarli e accetta di aiutarli.
Dani aveva già precedentemente derubato Morgan mentre lavorava come prostituta in Bourbon Street a New Orleans .  Quando Morgan individua Dani, fa un patto con lui per dividere la sua parte di tutto ciò che viene trovato nel ranch di Garrett.
Samuel torna a casa per recuperare l'atto originale della terra di Garrett e chiedere a sua moglie Sally (Jodi Taylor) di consegnarlo al maresciallo Lane ( Brad Armstrong ), a Yuma . L'inseguimento si conclude con uno scontro tra Dani, lo sceriffo Clayton e i loro compagni. 

## Produzione
Stormy Daniels ha iniziato a scrivere la sceneggiatura più di otto anni prima delle riprese. Il film è stato girato nel 2015 tra il 18 e il 29 giugno, anche se in quel periodo ci sono stati quattro giorni liberi. Le riprese si sono svolte ad Agua Dulce per tre giorni, Malibu per due giorni, una vecchia città western fuori Palm Springs per un giorno e Altadena per un giorno.
Il film è ambientato nel 1879 a Diablo City, Arizona, che è basato su Dodge City, Kansas. Daniels ha trascorso due mesi a fare ricerche sull'anno 1879 per garantire che il film fosse storicamente accurato. Jake Jacobs e Andre Madness si sono occupati della fotografia mentre Kylie Ireland e Andy Appleton sono stati i direttori artistici. Il design dei costumi è stato realizzato da Brad Armstrong. Brendon Miller ha contribuito al film con la canzone On the Run. 

## Accoglienza

### Risposta critica
AdultDVDTalk.com ha descritto il film come "una produzione estremamente sontuosa e bella". Il sito web inserisce le scene di sesso elaborate e volgari del film e la sua filmografia che descrive come "bellissima". Il sito web ha assegnato al film una valutazione complessiva di cinque stelle su cinque. Un altro recensore di film per adulti ha definito il film "superbo" e "divertente". Sull'aggregatore di recensioni The Movie DB il film detiene un punteggio utente del 78% sulla base di 162 recensioni. Oltre a 6,5 stelle su 10 su IMDb.

### Riconoscimenti
AVN Awards
- 2016 - Best Drama[3]
- 2016 - Best Soundtrack[4]

XBIZ Awards
- 2016 - Feature Movie of the Year[5]
- 2016 - Director of the Year - Feature Release[6]
- 2016 - Best Art Direction[7]
- 2016 - Best Music[8]